# 妙道院
妙道院全名為財團法人台北市妙道院，為位於台灣台北市農安街，為主祀釋迦牟尼之佛教廟宇。該廟宇興建於1969年，為位於台北中山區的之仿古大型兩層樓建築。另外，該廟宇的組織型態為財團法人制，祭典日期則是每年農曆之四月初八浴佛節。